# Stadion Miejski, Poznań

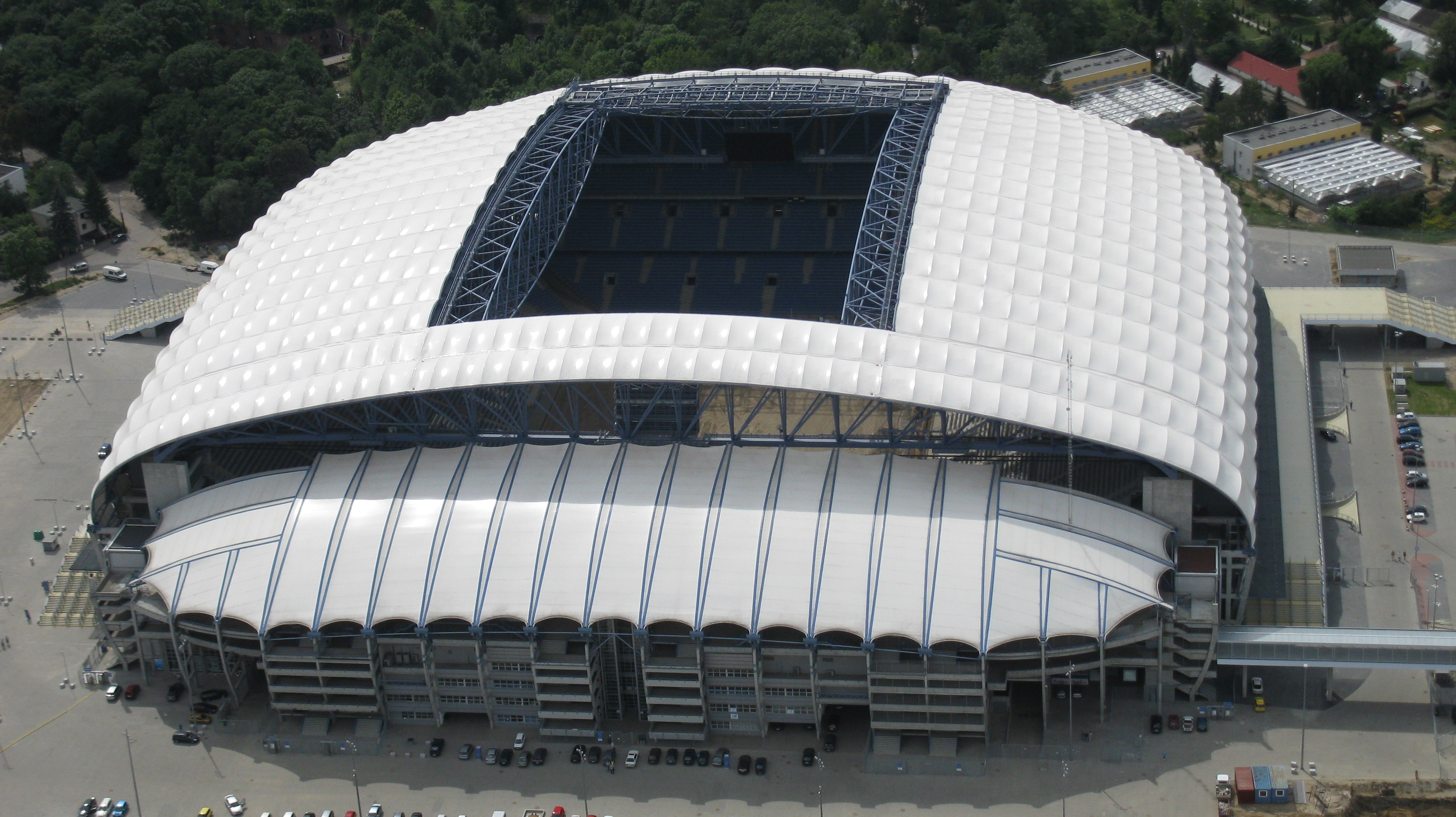
Stadion Miejski, Poznań

Stadion Miejski ligger i Poznań i Polen. Det är en fotbollsarena.